# Plassac-Rouffiac
Plassac-Rouffiac é uma comuna francesa na região administrativa da Nova Aquitânia, no departamento de Charente. Estende-se por uma área de 11,97 km². Em 2010 a comuna tinha 408 habitantes (densidade: 34,1 hab./km²).